# ナント高等美術学校

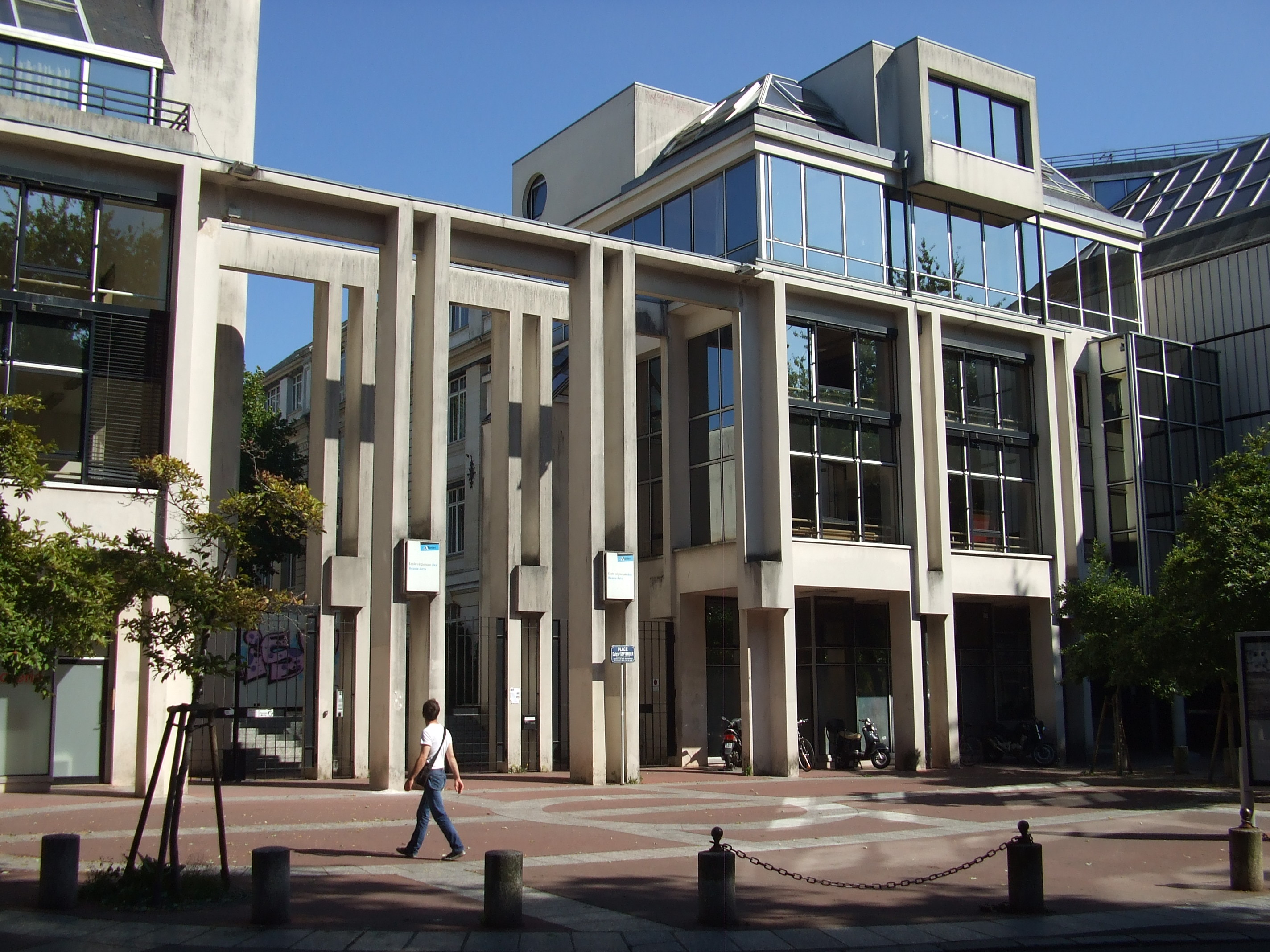
旧校舎正面玄関（ダルシー・セプテンバー広場）

ナント・サン＝ナゼール高等美術学校（仏: École supérieure des beaux-arts de Nantes Saint-Nazaire）は、フランス・ナントの美術学校（エコール・デ・ボザール）。

## 沿革
- 1904年、画家のエマニュエル・フジェラ（Emmanuel Fougerat）を初代の創立責任者として、ナント市によって設立された。
- 1941年から1945年まで、ロベール・ヴィラール（Robert Villard）が校長を務めた。
- 1980年代には、ダルシー・セプテンバー広場（Place Dulcie-September）に校舎が建てられ、学校の正面玄関となった。
- 2017年6月、建築家フランクリン・アッジ（Franklin Azzi）の計画に基づき、ナント島に新校舎を移転した。

## 歴代校長
- 1904-1923 : エマニュエル・フジェラ (Emmanuel Fougerat, 1868-1959)
- 1931-1943 : ポール・デルトンブ（Paul Deltombe, 1878-1971).
- 1943-1946 : ロベール・ヴィラール (Robert Villard, 1897-1977).
- 1946-1947 : エミール・サイモン（Émile Simon, 1890-1976).

- Site de l'école.
- {{{1}}} (PDF)  Armelle de Valon, « 1904-2014, l'école des beaux-arts de Nantes, un siècle mouvementé » sur archives.nantes.fr.
- {{{1}}} (PDF)  Mathilde Legeay, « L'École de dessin de Nantes » sur f-origin.hypotheses.org.